# Моура, Ромарио Лейрия де
Рома́рио Лейрия де Моура (порт.-браз. Romário Leiria de Moura; 26 июня 1992, Порту-Алегри) — бразильский футболист, защитник. Игрок клуба «Маритиму».

## Карьера
Ромарио начал карьеру в клубе «Интернасьонал». 19 февраля 2011 года он дебютировал в основном составе команды в матче с «Крузейро». Проведя за клуб 8 матчей, Ромарио был арендован клубом «Наутико Ресифи», дебютировав во встрече с «Гуарани» (1:1). Затем игрок был арендован клубами «Нову-Амбургу» и «Пайсанду», в котором дебютировал во встрече с «Сантосом» 21 февраля 2015 года. Всего за клуб футболист провёл 7 матчей. 30 августа 2015 года Ромарио перешёл в португальский клуб «Маритиму». 1 ноября он дебютировал в составе «Маритиму B» и в первой же встрече забил гол и получил красную карточку за два предупреждения. В основном составе игрок дебютировал спустя 10 дней в матче с «Фейренсе». Всего за сезон 2015/16 Ромарио провёл 9 матчей за клуб.

## Достижения
- Чемпион штата Риу-Гранди-ду-Сул: 2011, 2012, 2013
- Чемпион Южной Америки (до 20 лет): 2011
- Чемпион мира (до 20 лет): 2011